# Gavril Priftuli
Gavrila Priftuli  nacido  en Hoçisht en 1938, es un artista albanés, pintor, escultor, galerista  y restaurador.

## Datos biográficos
Aunque nace en la provincia de Korçe, muy pronto su familia se traslada a Durrës. 
En esta ciudad Gavril completará sus estudios primarios se secundarios . En 1957 cocluye sus estudios en el Liceo artístico de Durres.
Se traslada a Tirana para estudiar en la Academia Bellas Artes. Se gradúa en 1965.
Trabaja entonces en la restauración de bienes culturales, en el Museo Arqueológico de Durrës.
Posteriormente, trabaja como profesor de dibujo y pintura en la Escuela Media de Arte en Durres.
En 1993 abre la primera Galería de Arte privada de la ciudad, la Galería Priftuli

## Obras
A Gavril Priftuli le gusta variar en cuanto a las técnicas y las disciplinas artísticas.
Como pintor, realiza acuarelas, óleos, pasteles y vidrieras.
Como escultor trabaja diversos materiales: mármol, piedra, madera
Realiza también mosaicos ( en piedra natural y artificial) y vidrieras.
Las pinturas de Gavril recuerdan a las de  Marc Chagall.

## Trabajos monumentales
Gavril Priftuli ha realizado algunas obras monumentales, en colaboración con el pintor 
Nikolet Vasia: 
- El mosaico "Liberación de Durres" 5.3x3.2M, situado a la entrada del Museo de los Mártires en Durres,

- El mosaico "llamada de atención" y la pintura de cristal "Tradición", ambas instaladas en el   Museo Histórico "Gjergj Kastrioti Skënderbeu" (Museo Skanderberg) en Krujë.

## Exposiciones
Ha participado en numerosas Exposiciones Nacionales en Tirana y Durres y en varios certámenes internacionales en  Italia, Grecia y  Kosovo. 
Ha promovido diferentes exposiciones individuales ,  tanto en su ciudad como en otras localidades , (Durres 1990 y 2002, Tirana 1991 y 2002, Trieste 1995, Lecce 1997 y 2001,  Pristina 2002, Korçe 2003, Shkoder 2004). 
Sus obras han sido exhibidas en su mayoría en museos y colecciones privadas, en diferentes países del mundo: Italia, Grecia, EE. UU., Francia, España, Países Bajos, Suecia, Austria, Turquía, Kosovo...